# 弗谢沃洛德·柯切托夫
弗谢沃罗德·阿尼西莫维奇·柯切托夫（俄语：Всеволод Анисимович Кочетов，羅馬化：Vsevolod Anisimovich Kochetov，1912年2月4日—1973年11月4日），苏联作家。
1912年生于俄羅斯帝國一个农民家庭，1931年毕业于农技学校，在校期间当过造船工人，毕业后到农村工作了七年。1938年调到报社做记者，並在此時开始发表一些中篇小说，二战期间到前线当战地记者，任職報社包括《祖国战线报》、《列宁格勒真理报》和《真理报》。战后从事长篇小说写作。1944年加入苏联共产党。
1952年出版长篇小说《茹尔宾一家人》（«Журбины»），該書曾於1954年被改編成電影《大家庭》（Большая семья／A Big Family），而電影更於1955年參加康城電影節。1955至59年期間，曾任《文学报》的主编。1958年在《涅瓦》杂志上发表《叶尔绍夫兄弟》（«Братья Ершовы: роман»）。
1961年起，擔任《十月》杂志主编，更在該雜誌待了十多年，直至1973年他因患上了絕期癌症而自殺身亡為止。

## 著作
- 1946年：《在涅瓦平原上》（«На невских равнинах»／On the Plains of Neva）
- 1947年：《市郊》（Предместье: повесть）
- 1949年：《春回大地》（Кому светит солнце: повесть）
- 1950年：《在祖国的天空下》（Под небом родины: роман，后改名为《农艺师同志》）
- 1952年：《茹尔宾一家人》（«Журбины»／The Zhurbin Family）
- 1958年：《叶尔绍夫兄弟》（«Братья Ершовы: роман»／Brothers Yershov）
- 1961年：《州委书记》（Секретарь обкома: роман）
- 1967年：《落角》（Угол падения: роман）
- 1969年：《你到底要什么？》（«Чего же ты хочешь?»／What Do You Want Then?）

## 獲獎
- 列寧勳章（两次：1962年2月3日，1967年10月28日）
- 十月革命勋章（1972年2月4日）
- 红星勋章（1944年8月31日）

## 參注
1. ↑  儒略曆1月22日
2. ↑  Михаил Герчик, Халява （页面存档备份，存于）